# Sætre, Møre og Romsdal
Sætre este un sat din comuna Ørsta, provincia Møre og Romsdal, Norvegia.